# سماح إدريس
سماح إدريس (1961 - 25 نوفمبر 2021) كاتب وناقد ومثقف ومترجم لبناني. رأَسَ تحرير مجلة الآداب، ونشط في دعم القضية الفلسطينية، ونشر الفكر العلماني، وتجديد الفكر القومي العربي. وهو ابن الأديب سهيل إدريس والأديبة عايدة مطرجي.

## نبذة
ولد سماح سهيل إدريس في بيروت في العام 1961، والدته الكاتبة والمترجمة اللبنانية عايدة مطرجي. حاز شهادة الدكتوراه من جامعة كولومبيا في نيويورك في دراسات الشرق الأوسط في العام 1991، والماجستير من الجامعة الأميركية في بيروت في الأدب العربي، والبكالوريوس من الجامعة نفسها في الاقتصاد.

## نشاطه الثقافي والفكري
رأس سماح إدريس هيئة تحرير مجلة الآدب البيروتية الورقيّة التي أسسها والده الروائي والكاتب والمفكر سهيل إدريس، وذلك بدءا من العام 1992 إلى العام 2012، ثم رئيسا لتحريرها بعد أن تحولت إلى مجلة إلكترونية منذ العام 2015.
هو رئيس نادي الساحة الثقافي (2000 ـ 2004)، وعضوٌ مؤسِّسٌ في «حملة مقاطعة داعمي»إسرائيل «في لبنان» منذ العام 2002. له عشرات المقالات في السياسة، والأدب، واللغة، وأدب الأطفال. ترجم عشرات المقالات، و4 كتب (اثنان منها مع أيمن حداد).
وكان يفترض أن ينتهي من إنجاز معجم عربيّ صادر عن دار الآداب قبل وفاته. وله كتب في النقد الأدبي، وأربع روايات للناشئة، وإحدى عشرة قصّة مصوّرة للأطفال.

## مؤلفاته وأعماله
لسماح إدريس العديد من المؤلفات والروايات وعشراتُ الدراسات والمقالات والكتب المترجمة، منها:

### أعمال فكرية ونقدية
- المثقف العربي والسلطة: بحث في روايات التجربة الناصرية[10][11]
- صناعة الهولوكوست: تأملات في استغلال المعاناة اليهودية (بالاشتراك)[12]
- الماركسية والدين والاستشراق (ترجمة)
- إسرائيل، فلسطين، لبنان: رحلة أميركي يهودي بحثاً عن الحقيقة والعدالة (بالاشتراك - ترجمة)
- رئيف خوري وتراث العرب[13][14]

### سرد
- المجأ[15]
- خلف الأبواب المقفلة
- فلافل النازحين
- النصاب
- قصة الكوسى
- الشباك
- عالم يسع الجميع
- الكل مشغول[16]
- الموزة[17]
- أم جديدة
- حين قرر أبي
- البنت الشقراء
- طابتي الذكية
- قصتي

## وفاته
توفي سماح إدريس في بيروت في 25 تشرين الثاني (نوفمبر) 2021، بعد إصابته بمرض السرطان. وبقي يقاوم المرض، إلى أن تدهورت صحته بشكل متسارع، ليفارق الحياة بعد أشهر من المعاناة. وكانت وصيته قبل وفاته: 
إذا تخلّينا عن فلسطين تخلّينا عن أنفسِنا
خلال فترة تلقيه العلاج، تلقى الكثير من الرسائل التي تدعوه إلى التماسك والصمود، كما هي حاله دائماً بالنسبة إلى من عايشوه وتعرفوا إليه عن قرب. ووصلته رسائل كان ينشرها على حسابه على موقع «فيسبوك»، من بينها رسالة من  الأمين العام لـ«الجبهة الشعبية لتحرير فلسطين» أحمد سعدات، وأخرى من المناضل اللبناني في السجون الفرنسية جورج إبراهيم عبد الله.

## وصلات خارجية
- من مواطنيْن لبنانيّ وفلسطينيّ: إلى من يهمّه الأمر في الدولة اللبنانيّة... والمقاومة!
- سماح إدريس: لبنانيٌّ كما نعرف.. فلسطينيٌّ كما ينبغي
- حوار مع سماح إدريس: التطبيع العربي- الإسرائيلي